# Aplocheilichthys centralis
Aplocheilichthys centralis är en fiskart som beskrevs av Seegers, 1996. Aplocheilichthys centralis ingår i släktet Aplocheilichthys och familjen Poeciliidae. IUCN kategoriserar arten globalt som livskraftig. Inga underarter finns listade i Catalogue of Life.